# Cuartel de la Marina Suffisant
El Cuartel de la Marina Suffisant (en neerlandés: Marinekazerne Suffisant) es una base de las fuerzas armadas de los Países Bajos ubicada en Curazao. Hasta 2009 fue utilizado por la compañía de infantería 31 INFCIE del Cuerpo de Marines de los Países Bajos. Actualmente, la base se utiliza para el reclutamiento de jóvenes curazoleños. Sin embargo, en lugar de ser puramente de naturaleza militar, el reclutamiento también sirve a un propósito social: Los conscriptos pueden obtener una educación y recibir los diplomas en la base. Durante los primeros seis meses los reclutas reciben entrenamiento militar y en los seis meses restantes  estudian para obtener un diploma. Los conscriptos son llamados miliciens. En la actualidad la Real Gendarmería ( Koninklijke Marechaussee) tiene una brigada estacionada en la base también. 
La historia del Cuerpo de Marines de los Países Bajos en lo que respecta a Marinekazerne suffisant comenzó en 1929 después de que un rebelde de Venezuela, Rafael Simón Urbina, junto con un grupo de seguidores trató de hacerse con el control del Fuerte Ámsterdam en Curazao. Holanda envió la Infantería de Marina para garantizar la seguridad externa de las islas neerlandesas de ABC. Otra razón era proporcionar respuesta contra disturbios internos, las huelgas y protestas. Durante la Segunda Guerra Mundial los reclutas locales del Caribe Neerlandés fueron entrenados por marines venidos de Europa. Muchos de estos reclutas sirven en la Marinekazerne suffisant. La base era en ese momento la más grande en Curazao. Las fuerzas locales y neerlandesas trabajaron en estrecha colaboración con las fuerzas militares de los Estados Unidos para la defensa de todas las islas neerlandesas del Caribe.